# John Bartram
John Bartram (Darby, 23 de março de 1699 – Filadélfia, 22 de setembro de 1777) foi um botânico norte-americano.

## Biografia
Foi o pai de William Bartram, famoso ornitólogo, e avô de Thomas Say, um célebre entomologista. John Bartram como botânico foi um pioneiro norte-americano, sendo considerado o "pai da botânica americana"
John Bartram nasceu na Pensilvânia numa família de fazendeiros Quaker. Seus avós foram os primeiros colonos da "Experiência Holy" de William Penn. Com a morte de sua mãe quando tinha dois anos, seu pai e sua nova esposa transferiram-se para a Carolina do Norte. John ficou e passou a morar numa propriedade agrícola com os seus tios. Não teve uma escolarização formal além da escola primária local, porém possuía uma mente lúcida e aberta além de um grande interesse pelas plantas. Ajudando seu tio na propriedade adquiriu os conhecimentos e as habilidades necessárias para a sua carreira de agricultor e, consequentemente, de botânico.
Foi casado duas vezes. A primeira vez em 1723 com Mary Maris (que morreu em 1727) com a qual teve dois filhos, Richard e Isaac. Após a sua morte casou-se com Ann Mendenhall (1703-1789) em 1729, união que lhe deu cinco filhos e quatro filhas. Seu terceiro filho, William Bartram (1739-1823), tornou-se um botânico, ilustrador de história natural e ornitologista famoso e o autor de "Travels Through North & South Carolina, Georgia, East & West Florida,…." Filadélfia, James & Johnson, 1791.
Em 1728 adquiriu terrenos ao longo dos bancos do rio Schuylkill, perto da Filadélfia, onde plantou o primeiro jardim botânico da América do Norte. Atualmente este jardim leva o seu nome (Jardim Botânico de Bartram ) e faz parte do sistema de parques da Filadélfia.
Durante dez anos, Bartram viajou e trabalhou através da costa oriental dos Estados Unidos com o objetivo de coletar plantas. Foi do Lago Ontário no norte até a Flórida no sul, da costa atlânica até ao Rio Ohio no oeste, visitando principalmente os montes "Alleghenies" e "Catskills" e os estados da Carolina do Norte e da Carolina do Sul.
John Bartram manteve contatos por carta com todos os grandes botânicos de seu tempo, trocando espécimes com eles. Com este procedimento, introduziu numerosas plantas americanas na Europa e estabeleceu algumas espécies europeias na América. Bartram enviou uma grande variedade de sementes do mundo novo para os jardineiros europeus; muitas árvores ou flores americanas foram introduzidas e cultivadas pela primeira vez na Europa por esta rota. Antes de 1743 o trabalho de John Bartram foi financiado, em parte, por Robert James Petre (8.º Barão Petre), de Thorndon Hall, um sócio do seu amigo inglês Peter Collinson. Em 1743, com a morte de Petre, o próprio Collinson passou a financiar Bartram, recebendo e distribuindo as plantas e sementes para uma lista seleta de clientes ingleses, entre eles John Busch ( famoso viveirista londrino), cientistas e horticultores Quakers.
A sua casa e os seus jardins foram visitados por muitos americanos e viajantes europeus famosos do seu tempo.
Com Benjamin Franklin foi um dos co-fundadores da Sociedade Filosófica Americana em 1742, e foi eleito membro da Academia Real de Ciências de Estocolmo. O sueco Carl von Linné denominou Bertram como "o maior botânico do mundo".
Em 1765, Jorge III nomeou-o como "Botânico Real", função que conservou até a sua morte.
Foi homenageado com o nome de um gênero norte-americano de musgos ( Bartramia), uma planta da América do Norte ( Amelanchier bartramiana) e uma árvore subtropical ( Commersonia bartramia) que cresce desde o rio Bellinger na costa oriental da Austrália até ao cabo York, Vanuatu e Malásia.
Na Filadelfia uma escola foi nomeado em sua homenagem: "John Bartram High School".
Suas "Observaciones" (1751), que são um registro de sua viagem ao Lago Ontário, e o diário de sua viagem à Flórida ( 1765–66), "Journal of Bartram´s Florida trip" , foram publicados por William Stork.
Como autodidata, John Bartram não deixou nenhuma grande obra científica. Porém, as suas viagens, geralmente financiadas por seus correspondentes europeus, fizeram dele o fundador da botânica americana.

## Obras
- Journal of Bartram´s Florida trip. Descrição de William Stork do leste da Flórida (3.ª ed. 1769). (1765–1766)
- Observaciones. Registro de sua viagem ao Lago Ontário publicado por William Stork (1751)